# جورج وين
جورج وين (بالإنجليزية: George Winn) هو لاعب كرة قاعدة أمريكي، ولد في 26 أكتوبر 1897 في بيري في الولايات المتحدة، وتوفي في 1 نوفمبر 1969 في روبرتا في الولايات المتحدة.

## وصلات خارجية
- جورج وين على موقعبيزبول رفرنس.كوم (الدوري الرئيسي) (الإنجليزية)
- جورج وين على موقعبيزبول رفرنس.كوم (الدوري الثانوي) (الإنجليزية)